# Vérátömlesztés

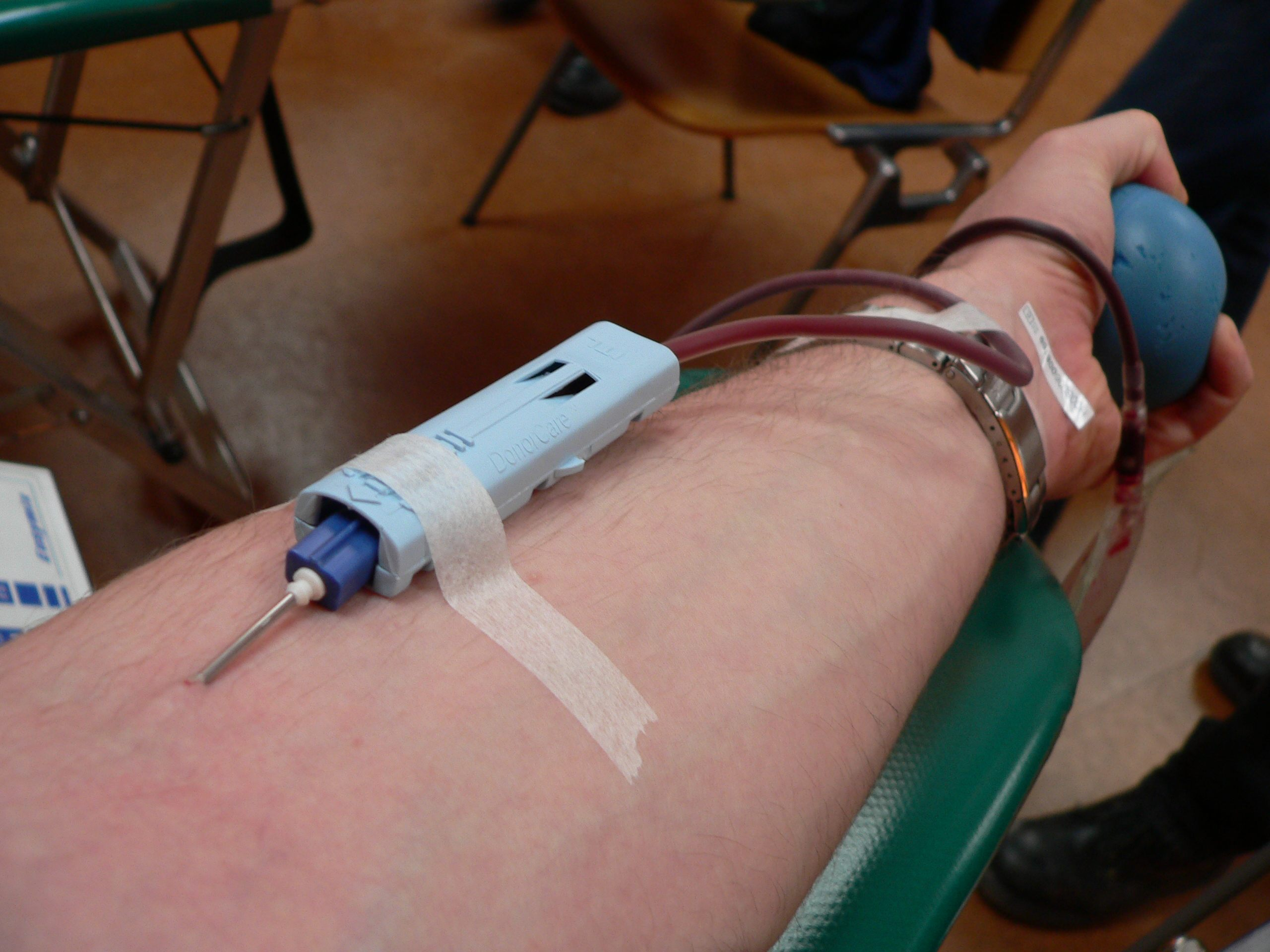
Vérvétel a könyökvénából

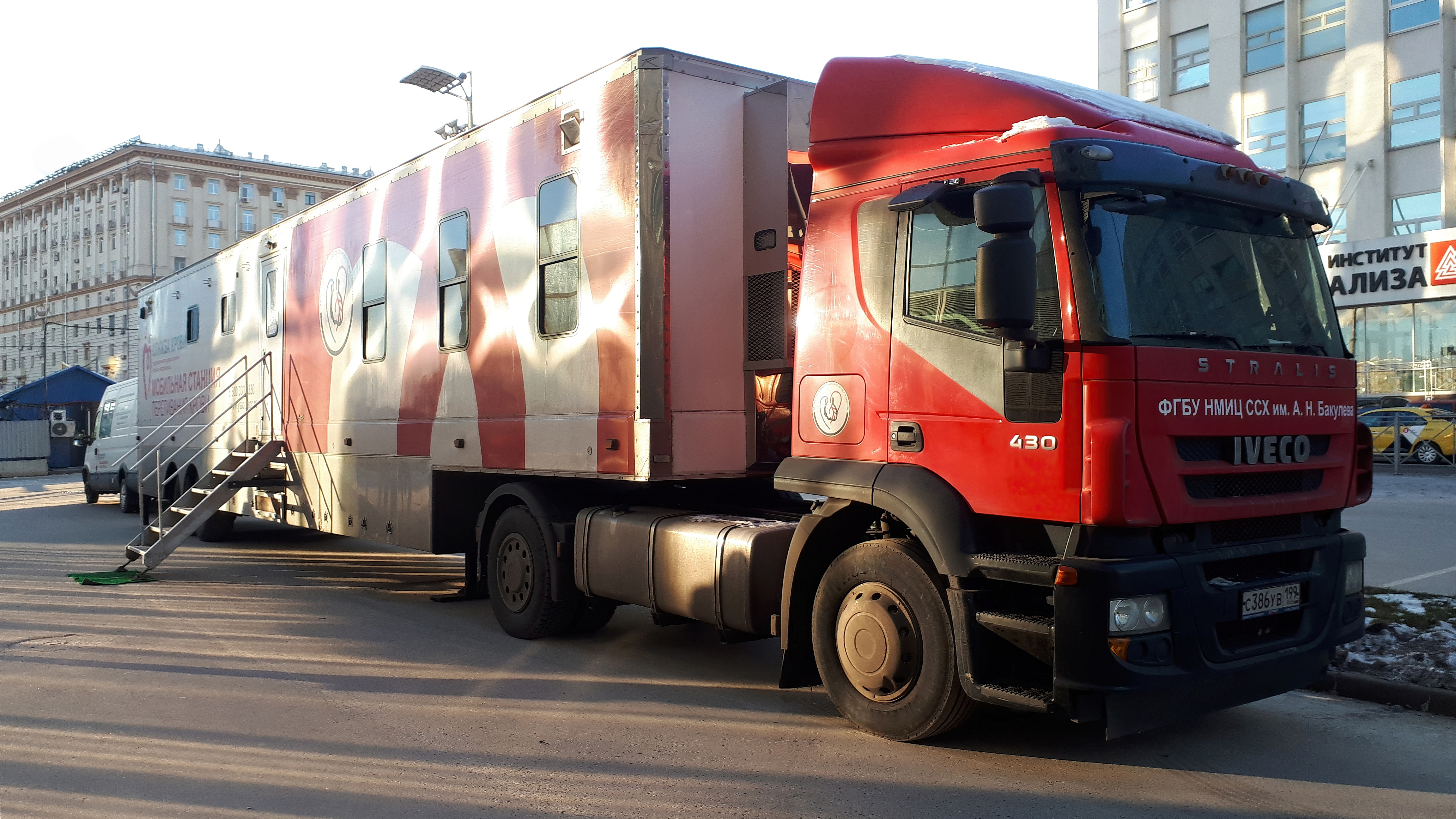
Mobil vérátömlesztő állomás

A vérátömlesztés (transzfúzió) vörösvértestkivonat (eritrociták = vörösvérsejtek) vagy (ma már nagyon ritkán) teljes vér intravénás beadása, egyfajta szervátültetés, amelyben a donor, aki adományozza és a recipiens, aki kapja. Amennyiben a vér vagy a vérkomponensek idegen véradóktól származnak, azt idegen vérből és idegen véradásból történő véradásnak (allotransfúzió), amennyiben a véradó és a fogadó ugyanaz a személy, akkor autológ véradásnak (autotranszfúzió) nevezzük. Sejtes vérkészítmények alkalmazása, hasonló a trombocita- és granulocitakoncentrátumok beadásához.
A sikeres transzfúzió feltétele, hogy a beadott vér vagy a vérkomponensek vércsoport-kompatibilisek legyenek. Minden vérátömlesztéshez a beteg beleegyezése szükséges az orvos megfelelő tájékoztatása után, amitől csak indokolt sürgősségi helyzetekben lehet eltérni.

## Az átvitt vérkomponensek

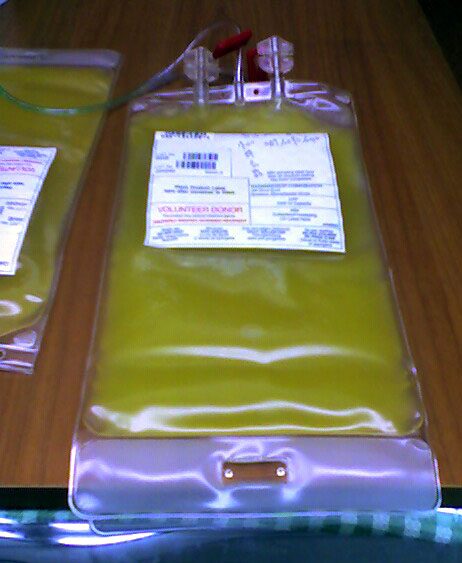
Trombocitakoncentrátum (sejtes vérkomponensek)

Teljes vérátömlesztést manapság ritkán hajtanak végre, a vért manapság alkotórészeire választják szét, és komponensenként adják be.
Ennek két előnye van: egyrészt a beteg csak azokat a vérkomponenseket kapja, amelyek hiányoznak neki, például vérszegénység esetén csak az eritrocitákat (vörösvértesteket), a plazmafehérjék hiánya esetén csak a plazmát. Másrészt a vérkomponensek külön formában sokkal hosszabb ideig tárolhatók. A teljes vérnek legfeljebb 4 °C hőmérsékletűnek szabad lennie, ellenkező esetben az eritrociták és különösen a vérlemezkék (trombociták) károsodnak. Ezen a hőmérsékleten felül a plazmafehérjék (különösen a koagulációs faktorok) napokon belül elveszítik hatékonyságukat. Másrészt, ha szétválasztjuk a plazmát, lefagyasztva hónapokig tárolhatjuk felhasználhatóságának elvesztése nélkül.
Transzfúzió során átvitt összetevők:
- Vörösvértest-koncentrátumok (EK): vérszegénység esetén
- Granulocita-koncentrátumok: granulociták hiánya (granulocitopenia) és súlyos fertőzések esetén.
- Trombocitakoncentrátumok (PC): vérlemezkék hiánya (trombocitopénia) és vérzésre való hajlam esetén
- Plazma (FFP = frissen fagyasztott plazma): ha hiányzik a plazmafehérjékből (pl. nagyobb vérveszteség után), vagy ha az illető hajlamos a vérzésre
- Őssejtkészítménye, általában őssejt-transzplantációval összefüggésben
- Alvadási faktor koncentrátum: ha hiányzik a koagulációs faktor
- Immunoglobulinok: fertőzésre hajlamos ellenanyaghiányos egyén esetén
- Humán albumin: tüneti albuminhiány (hipoalbuminémia) esetén

## A vérkomponensek transzfúziójának indikációja
A vérkomponenseket kell adni:

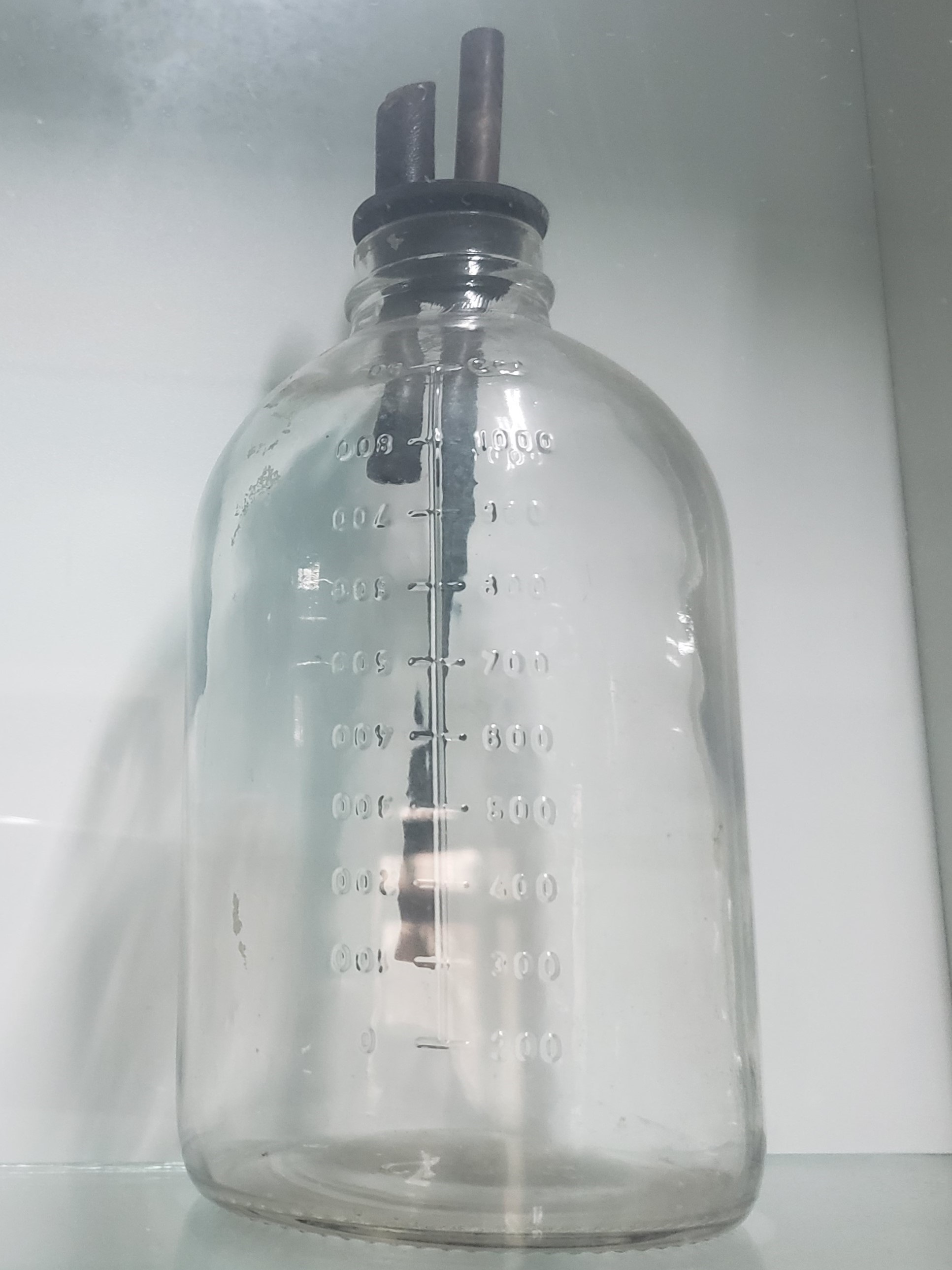
A régi vérátömlesztési módszerben használt üveg.

- akut vérveszteség és vérzéses sokk (pl. baleset, műtét) masszív transzftúzió
- krónikus vérbetegségek vérképzési rendellenesség esetén (vérszegénység, hemoblasztózis, agranulocitózis)

Hemoglobint (Hb) használnak terápiaként. A férfiak normális Hb-értéke 8,6–11,2 mmol/l (14–18 g/dl), a nőknél 7,4–10 mmol/l (12–16 g/dl). A veleszületett hematopotetikus rendellenességeknek vannak olyan formáik, amelyekben a beteg születése óta nagyon alacsony Hb-értékkel rendelkezik, de jól képes megbirkózni evvel a mindennapi életben. Másrészt a kifejezett szívelégtelenségben és más, már meglévő szívbetegségekben, például a szívkoszorúér-betegségbe szenvedőknél a Hb-értékek már 9 g/dl alatt e tünetek jelentkezhetnek: légszomj, rossz keringés stb. Ezért hogy transzfúziót kell-e végezni, azt mindig egyedileg kell eldönteni. Alapvetően egy lassú (pl. a hónapok alatt kialakult) vérszegénységet a beteg jobban tolerálja, mint azt, amely órákon belül hatalmas vérzés következtében jelentkezik.
Az illetékes EU-bizottság megbízásából készült SANGUIS-tanulmány (1994) megállapította, hogy az egyes európai kórházak között gyakran nagyon eltérő döntéseket hoznak arról, hogy mikor kell vérátömlesztést végrehajtani és hány egyseget kell adni. Az előírt mennyiség 10-szeres mértékben különbözött kórháztól és régiótól függően. Ezeket az eredményeket jelzésként tekintjük arra, hogy általában túl sok vért transzfundálnak.
Plazma vagy trombocitatranszfúzió is alkalmazható a vérzés megelőzésére olyan betegeknél, akiknek vérzési rendellenességeik vannak a különböző műtéti beavatkozások előtt. A Cochrane Hematology közzétett néhány véleményt erről.
Ezen túlmenően vérlemezke-transzfúzióra is szükség lehet hematológiai rendellenességekben szenvedő betegeknél, akik kemoterápián vagy őssejtátültetésen esnek át.

## Kompatibilis vércsoportok
| Recipiens | Donor         |
| --------- | ------------- |
| 0         | 0             |
| A         | A és 0        |
| B         | B és 0        |
| AB        | AB, A, B és 0 |

| Recipiens | Donor         |
| --------- | ------------- |
| 0         | AB, A, B és 0 |
| A         | A és AB       |
| B         | B és AB       |
| AB        | AB            |

A sejtes vérkészítmények és a vérplazma transzfúziója során figyelembe kell venni a vércsoportok különféle jellemzőit. Csak vércsoport-kompatibilis vér vihető át, különben életveszélyes immunológiai reakció lép fel az idegen vérre. Ebben az összefüggésben különösen fontos az AB0-vércsoportrendszer és az Rh-faktor. Míg a legtöbb más vércsoportrendszerben az idegen tulajdonságokkal szembeni antitestek csak transzfúzió után képződnek, ezért leghamarabb csak néhány nappal később lépnek reakcióba, új transzfúzió esetén az AB0-rendszerben olyan antitestek, amelyekkel a befogadó maga is rendelkezik, alapvetően nincsenek.
Ha az „A” vércsoportú személy „B” típusú vért kap, az hemolitikus reakciót válthat ki, amely sok vörösvértestet elpusztít. Ha egy Rh-negatív személyt Rh-pozitív donor vérének tesznek ki, Rh-antitestek alakulhatnak ki, amelyek Rh-pozitív vörösvérsejtek pusztulását okozzák. A sejtekből ily módon felszabaduló anyagok miatt az eritrociták pusztulása hátrányos, sőt végzetes lehet.
Az AB0 esetében a vércsoport kompatibilitása a plazma transzfúziójával pont ellentétes az eritrociták transzfúziójával (lásd a táblázatokat), vagyis míg A-csoportú személy vörösvértestet adhat B-csoportú személynek, addig B személy plazmát adhat A személynek.

## Mellékhatások és kockázatok
Mint bármely más gyógyszer, a vérkészítmények is okozhatnak mellékhatásokat.

### Immunológiai mellékhatások

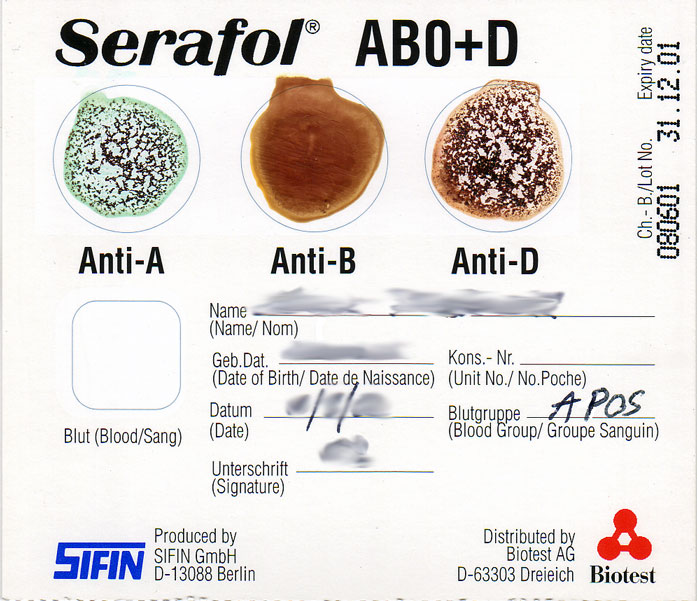
Az úgynevezett ágy melletti vagy éjjeli teszt a vércsoportok ellenőrzésére

A transzfúziós esemény súlyos oka a vércsoport összekeverése. Az AB0-inkompatibilis vér transzfúziója akut hemolitikus transzfúziós reakcióhoz (HTR) vezethet. Ezért közvetlenül a transzfúzió előtt a beteg ágyánál végzett ún. „ágy melletti” tesztre van szükség a címzett (AB0) vércsoportjának tesztkártyán történő teszteléssel. Régebben kenetvizsgálat volt ehelyett. Különbséget tesznek az akut hematolitikus transzfúziós reakció (AHTR) és a késleltetett (VHTR) között.
A nem hematolitikus transzfúziós reakciók (NHTR) magukban foglalják az anafilaxiaig terjedő allergiás reakciókat, a transzfúzió utáni purpura (bőrpír) előfordulását és a transzfúzióval összefüggő akut tüdőkárosodást (TRALI). Ez az egyik legveszélyesebb transzfúziós reakció (1:2500–1:100 000 gyakorisággal). A tüdőerek károsodása (trauma, műtét, gyulladás, mérgezés) a tüdőben bekövetkező hatalmas folyadéktúlterheléssel jár, amely tüdőelégtelenséghez vezet. A kezeléséhez intenzív orvosi ellátás, általában lélegeztetés szükséges. A halálozás 15%-ig terjed.
Immunhiányos betegeknek továbbítva a replikációra képes fehérvérsejtek graft-versus-host reakciót is okozhatnak (transzplantáció-gazda reakció), amelyben az idegen leukociták megtámadják a befogadó szervezetet. Emiatt 2001 óta Németországban csak azokat a teljes vérkészítményeket, vörösvértest-koncentrátumokat és vérlemezke-koncentrátumokat forgalmazzák, amelyek leukocitatartalma kisebb mint egymillió egységenként (vértartalék – leukocitacsökkentett készítmények). A vérkészítmények besugárzása szintén csökkentheti a GvH-reakció kockázatát.

### Fertőzések
Baktériumok, pl. Treponema pallidum) és vírusok: HIV, hepatitisz C (HCV), hepatitisz B (HBV)) és ritkán protozoonok és prionok is terjedhetnek transzfúzióval.
Manapság a gondos donorválasztásnak és a molekuláris biológiai vizsgálati módszerek bevezetésének köszönhetően a HBV, HCV és HIV átadásának kockázata rendkívül alacsony (egyenként kevesebb mint 1:egymillió). Amíg ezeket a vizsgálati eljárásokat az 1980-as évek közepén nem fejlesztették ki, Németországban több mint 1500 embert fertőzött meg a HIV vérátömlesztéssel, különösen a hemofiliásokat érintették a HIV és a HCV-fertőzések. 1985 óta a transzfúzióval kapcsolatos HIV-átvitelek száma drasztikusan csökkent az antitest teszteknek és a rendkívül specifikus polimeráz láncreakciónak (PCR) köszönhetően. Hepatitisz C esetén. 1991-ben bevezették az antitesttesztet. Ezt megelőzően a HCV volt a fő oka a transzfúzió utáni hepatitisznek.  A leggyakoribb vírustovábbítás a citomegalovírust (1:10-1:30) és az Epstein–Barr-vírust (1:200) érinti, amelyek relevánsak immunhiányos betegeknél. 2019 októberétől kötelező a hepatitisz E tesztje.
A bakteriális fertőzések szinte kizárólag a trombocitakészítményeket érintik, amelyeket szobahőmérsékleten kell tárolni.

### Egyéb mellékhatások
További lehetséges mellékhatások a vastúlterhelés (hemosiderosis) a hosszú távú transzfúziós terápia során, valamint a tartalmazott citrát hatásai, a hipotermia és a test túlterhelése nagy transzfúziós mennyiségekkel.
Eddig nem volt világos, hogy a krónikus rákban szenvedő betegek véradása nagyobb kockázatot jelent-e később a befogadó számára krónikus rák kialakulásában. A The Lancet folyóiratban 2007-ben megjelent tanulmány kimutatta, hogy ez nem így van: még akkor se, ha a véradónak később rákja lesz, a vérátömlesztés nem növeli a rák kockázatát a befogadó számára.
Az International Journal of Cancerben megjelent epidemiológiai tanulmányban 2009 szeptemberében azonban kimutatták, hogy a beadott vérátömlesztés növeli a nyirokrák kialakulásának valószínűségét.

## Véradók
A véradók gondos kiválasztása elengedhetetlen a vérátömlesztés sikeréhez. A hemoterápiáról szóló német irányelv a következő kritériumokat határozza meg:

### Véradó csak az lehet, aki
- 18–60 éves kor közötti – rendszeres véradók Magyarországon 65, Németországban 68 évesig
- legalább 50 kg-os testtömegű
- hemoglobinszintje legalább 7,75 mmol/l nőknél és férfiaknál
- vérnyomása: szisztolés 100–180 Hgmm, diasztolés 100 Hgmm alatt, pulzus 50–110/min
- láztalan
- ép bőrfelülettel a szúrás helyén (sérülés- és gyulladásmentes)

### A donorok kizárása a következő betegségek esetén
- súlyos szív- és érrendszeri betegségek
- a központi idegrendszer súlyos betegségei
- klinikailag releváns vérzési rendellenességek
- ismételt ájulás vagy görcsök
- a gasztrointesztinális, urogenitális, hematológiai, immunológiai, metabolikus, vese- vagy légzőrendszer súlyos aktív vagy krónikus betegségei
- rosszindulatú, invazív daganat
- A diabetes mellitus inzulint igénylő fokozata

### A donorok kizárása a következő fertőző betegségek esetén
- HIV-1 vagy HIV-2, AIDS
- B vagy C hepatitisz, a máj fertőző gyulladása
- 1. vagy 2. típusú HTLV (vírusfertőzés)
- Protozoonózis: babéziózis, tripanozomiázis (például Chagas-kór), leismaniázis: egysejtű kórokozók
- szifilisz
- malária
- tuberkulózis
- egyéb krónikus bakteriális fertőzések

### A donorok kirekesztése, ha fennáll a szivacsos agyvelőbántalmak (TSE) átadásának kockázata
- emberi agyalapi mirigy kivonatokkal történő kezelés után
- a dura mater-kezelés után, ill. szaruhártyatranszplantációk (emberi agyhártya vagy szem szaruhártya)
- igazolt vagy feltételezett TSE (Creutzfeldt-Jakob-kór vagy más TSE) esetén
- miután az Egyesült Királyságban több mint 6 hónapig élt 1980–1996-ban
- műtét vagy transzfúzió az Egyesült Királyságban 1980. január 1. után

### A donorok kizárása kockázatos életmód esetén
- drogfüggőség
- kockázatos szexuális magatartás

### A véradás ideiglenes elhalasztása
A véradóintézményért felelős orvos különböző okokból időkorlátos adománykizárást határozhat meg. Ennek oka lehet például maláriás területen való huzamosabb tartózkodás vagy a betegség tisztázatlan, megmagyarázhatatlan tünetei.
Mint minden orvosi beavatkozás, a véradás csak a lehetséges mellékhatásokról és szövődményekről szóló részletes információk ismertetése és beleegyezés után történhet.

## Alternatívák

### Autológ hemoterápia
Az autológ kezelési folyamat a beteg saját vérének összegyűjtését és felhasználását jelenti. Ez történhet autotranszfúzióval vagy akut normovolémiás hemodilúcióval (vérgyűjtés és infúzióval történő pótlás későbbi transzfúzióval) a műtét előtt, valamint automatikus autotranszfúzióval (MAT, autológ vérvisszanyerés az operált véréből) és vérmentő alkalmazásával. sebészeti technikákkal. A különböző módszerek kombinációja növeli a hatékonyságot.

### Vérpótlók
A perfluor-szénhidrogén és a hemoglobinkészítményeken alapuló mesterséges vérpótlókat intenzíven kutatják, de még nem használják rutinszerűen.

### Plazmahelyettesítők és plazmahígítók
Bizonyos körülmények között a szintetikus plazmapótlók alternatívát kínálnak a vérátömlesztéssel szemben: A vérveszteséget (hipovolémia) vérmentes infúziókkal lehet kompenzálni. Megfelelőek a mesterségesen előállított, dextránon, hidroxietil-keményítőn (HES) vagy zselatinon alapuló kolloidoldatok, amelyeket a vérfolyadék mennyiségének „feltöltésére” és a vérnyomás fenntartására használnak. Ezek a kolloid térfogatpótlók elősegíthetik az akut veseelégtelenség kezelését.
Előnyei az intolerancia vagy a fertőzések alacsonyabb kockázata, az olcsóbb előállítás és tárolás, valamint az, hogy a betegek elfogadják a vérátömlesztést ideológiai vagy etikai  vagy erkölcsi vagy vallási okokból (pl. Jehova tanúi). Hátrányok lehetnek a zselatinalapú plazmapótlók lehetséges allergiás reakciói, a véralvadás károsodása, valamint az a tény, hogy nem tartalmaznak oxigénhordozókat (hemoglobint).

## Jogi alapok
A német transzfúziós rendszert jogi szinten szabályozza a transzfúzióról szóló törvény. A szabályozás konkrét végrehajtása megtalálható a német gyógyászati szövetség hemoterápiás és iránymutatásaiban, amelyek közül néhány nagyon részletesen meghatározza, hogy miként kell végrehajtani az egyes lépéseket a donor kiválasztásától a recipiens monitorozásáig.
Vérkészítményeket (pl. kórházak, orvosi praxisok stb.) a transzfúzióról szóló törvény 15. cikke kötelezi a minőségbiztosítási rendszer felállítására, amely magában foglalja azokat a személyes, szervezeti, technikai és normatív intézkedéseket, amelyek alkalmasak a betegellátás minőségének biztosítására és javítására, valamint az orvosi és tudományos ismeretekkel összhangban történő továbbfejlesztésére (135a., 136. és 137. szakasz, Ötödik Könyv a szociális törvénykönyv (SGB V)).
A minőségbiztosítási rendszer részeként meg kell határozni a felelős személyek képesítését és feladatait.
Jogi követelmény minden olyan intézmény számára, amely vérkészítményeket használ, annak megrendelésére:
- transzfúziós tisztek (az egész létesítmény számára)
- transzfúziós tiszt (minden kezelési központ/osztály számára)
- minőségügyi tiszt (az egész létesítmény számára)

Az akut gondozási létesítményeknek transzfúziós gyógyszerekkel kapcsolatos bizottságot is fel kell állítaniuk (transzfúziós bizottság).

### Jogi követelmények
Általában a vér és a vérkészítmények (azaz a sejtes és a nem sejtes vérkészítmények) beadása gyógyszer alkalmazásának számít. Ezért ezek a vérkészítmények gyógyszernek számítanak a német gyógyszertörvény (AMG) 4. szakaszának (2) bekezdése értelmében. Ezért számításba kell venni az emberi vérből származó szérumokat (nem sejtes vérkomponenseket) és a sejtek vérkomponenseit is, amelyek hatóanyagok vagy készítmények előállítására szolgálnak, a 2. § (1) bekezdése és a 4. § (2) és (3) bekezdése értelmében) az AMG a gyógyszerekről, TFG a transzfúzióról szóló törvény. Ezért rájuk is a gyógyszerjog rendelkezései vonatkoznak.

## Története

### A kezdetek

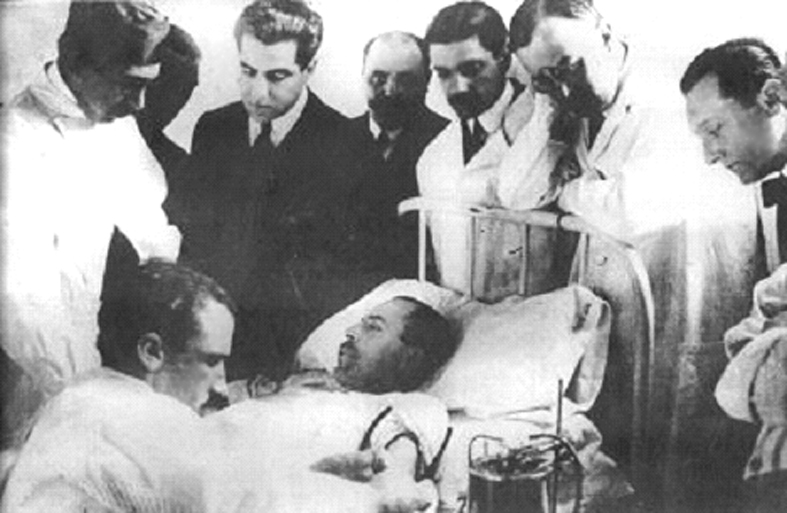
Az első véradás, amelyet citrátoldattal tartósítottak, 1914. november 9-én a Rawson de Buenos Aires (Argentína) kórházban Luis Agote (1868–1954) vezetésével

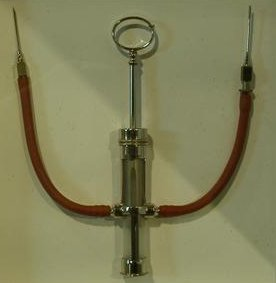
Fecskendő a második világháborúból két ember közötti közvetlen vérátömlesztéshez

Egykor a vért valami nagyon értékes, mágikus dolognak tartották; Így továbbították az ókorban, de italként adták be (például állati vért az epilepszia gyógymódjaként). Az állati vagy emberi vér beadása (italként vagy bedörzsölésként) elsősorban azon az elképzelésen alapult, hogy képesek erőt, vitalitást, egészséget, jellemet átadni, vagy fiatalítással meghosszabbítani az életet. A vérrel történő terápia kezdeteinek leírása napjainkban félelmetesnek tűnik: 1492 júliusában a haldokló VIII. Ince pápával három tízéves fiú vérét itatták. Állítólag azt remélték, hogy megfiatalítja az egyház idős fejedelmét. A három gyermek állítólag nem élte túl a kísérletet, és a pápa ugyanolyan beteg maradt, mint korábban. Mivel az egyetlen jelentés erről a vérátadásról a radikális antipápista, Stefano Infessura tollából származik, a valóság nagyon ellentmondásos. De még a firenzei orvos, Marsilio Ficino is ajánlotta gerokomikus „fiatalítószerként”, már 1489-ben, hogy az idős emberek egy vagy két unciát szívjanak ki egy fiatal frissen megnyitott balkari vénájából, mint a piócák.
Csak William Harvey angol tudós munkája nyomán, miután felfedezte a vérkeringést, és 1656-ban feltalálta az intravénás injekciót, jöhetett létre az infúziók és transzfúziók alapja.

### Kronológiája
| 1628:               | William Harvey felfedezi a vérkeringést. |
| 1666. február:      | Richard Lower angol orvos első sikeres vérátömlesztése kutyák között. |
| 1667. június 15.    | Jean-Baptiste Denis első sikeres transzfúziója egy birka és egy 15 éves fiú között, amit Richard Lower is megismétel. |
| 1668:               | Németföldön Matthäus Gottfried Purmann Odera-Frankfurtban egy leprást kezel juhvérrel – 200 évvel Karl Landsteiner bécsi patológus, az AB0-vércsoportrendszer felfedezőjének születése előtt. |
| 1818. szeptember 1. | Az első emberből emberbe végrehajtott vérátömlesztés a londoni St. Guy’s kórházban zajlott. James Blundell pánciense kb. fel liter vért kapott különböző donoroktól, amit nem élt túl. |
| 1873:               | Franz Gesellius orvos juhvérrel hajtott végre transzfúziót emberbe, amit Oscar Hasse több ízben megismételt. Ezután számos szakmai publikáció is megjelent a témában, 1874-ben a német sebészkongresszus is foglalkozott a kérdéssel.                                                                                       |
| 1875:               | Kiterjedt fiziológiai vizsgálatok és esettanulmányok értékelése után Leonard Landois elutasítja a bárányvér átömlesztését emberbe, és figyelmeztet ennek a műveletnek esetleg halálos kimenetelére. Anélkül írja le az agglutináció vagy a hemolízis folyamatát, hogy felismerné annak jelentőségét.                        |
| 1884:               | Sóoldatot vérpótlóként használnak a tej elleni fokozott védekezési reakciók miatt. |
| 1901:               | Karl Landsteiner felfedezi az AB0-vércsoportrendszert, amiért 1930 ban Nobel-díjat kap. |
| 1902:               | Alfred von Decastello és Adriano Sturli felfedezik a negyedik fővércsoportot, az AB-t. |
| 1907:               | Ludvig Hectoen a kereszttesztet tolerancia tesztként javasolja az inkompatibilis kombinációk kizárása érdekében. Ennek eredményeként Reuben Ottenberg azonosítja a mendelezés öröklési szabályait, és hogy a 0 csoport univerzális donorként szolgálhat.                                                                    |
| 1914:               | Luis Agote a Rawson Kórházban, Buenos Airesben 1914. november 9-én sikeres vérátömlesztést hajt végre citrátoldatos vérkonzervvel. |
| 1915:               | Richard Lewisohn a New York-i Mount Sinai Hospitalban sikeresen használja a nátrium-citrátot antikoagulánsként. Ez kiküszöböli annak szükségességét, hogy a vért közvetlenül a donorból a recipiensbe transzfundálják. |
| 1925:               | Karl Landsteiner és Philip Levine további három vércsoportot fedeznek fel: N, M és P. |
| 1930-as évek:       | Oehlecker-minta, tolerancia-teszt (már nincs használatban). |
| 1933. december 8.   | A véradás kezdete Németországban (közvetlen transzfúzió a lipcsei Beck’schen Mühlével). |
| 1939/1940:          | Az Rh-vércsoportrendszert Karl Landsteiner, Alexander Solomon Wiener, Philip Levine és Rufus E. Stetson felfedezik, és a legtöbb negatív reakció okaként azonosítják. A megbízható tesztek csökkentik a negatív reakciókat.                                                                                                 |
| 1940:               | Edwin Cohen kifejlesztett egy módszert a vérplazma frakciókra osztására. Ennek eredményeként az albumin (növeli a kolloid ozmotikus nyomását), a gammaglobulin (korábbi neve antitestek] és fibrinogén) (a koagulánsok, például a VIII. faktor alapja, megállítja a vérzést) rendelkezésre áll klinikai felhasználásra.     |
| 1940-es évek eleje: | Samuel Mitja Rapoport talál egy adalékot, amely három héttel meghosszabbítja a vérkonzerv eltarthatóságát. |
| 1963:               | William Liley Új-Zélandon végrehajtja az első méhen belüli vérátömlesztést. |
| 1985:               | Az első HIV-tesztek elvégzése az USA vérkonzervjein. |
| 1987:               | Két közvetett tesztet dolgoznak ki és alkalmaznak a hepatitisz B-re: a hepatitisz-B-mag-antigén tesztet (amely napokról hetekre tolja ki) és az alanin-aminotranszferáz (ALT) tesztet, és a megnövekedett ALT-t, amely a fertőzés utáni, eddigi 4 hétet, legfeljebb 12 hétre tolja ki.                                      |
| 1990:               | Az első hepatitisz C teszt bevezetése |
| 1992:               | A donorvért HIV-1-re és HIV-2-antitestre tesztelik. |
| 1996:               | A p24 HIV-antigén tesztjének megkezdése. Ez javította és felgyorsította a teszteket, mivel az ellenanyagokat, amelyek csak a fertőzés után 3-5 héttel mutathatók ki, már nem közvetett módon, hanem egy speciális vírusfehérjét detektálják.                                                                                |
| 1999:               | A polimeráz-láncreakció (NAT = PCR) megvalósítása, amely közvetlenül meghatározhatja a HCV és a HIV genetikai összetevőit. |
| 2001:               | A leukocita kimerülése kötelező. |
| 2003:               | A predonációs mintavétel bevezetése. |
| 2005:               | A hepatitisz C vírusok predonációs tenyésztésének bemutatása |
| Manapság:           | … a tolerancia meghatározásakor legfeljebb 40 jellemzőt és a transzplantátum kilökődéséért felelős szöveti antigéneket is figyelembe vesznek. 15–19 ismert vércsoport. Több mint 400 ismert vörösvértest-antigént ismertek fel és jellemeztek. Az Rh-vércsoportrendszerben elméletileg akár 300 vércsoport is felismerhető. |

## Vérátömlesztés állatokban

### Macskák
Macskáknál vérátömlesztésre lehet szükség, ha súlyos vérveszteség vagy vérszegénység van más okból, például macskák újszülött izoeritrolíziséből vagy veseelégtelenségből. A vércsoport meghatározása feltétlenül szükséges a transzfúzió előtt. A donorállatok testtömege meg kell haladja az 5 kg-ot, fertőző betegségektől mentesek, és rendszeresen féreghajtókezeltek kell legyenek. A hematokritjuknak 35 felett kell lennie. A vért a külső nyaki vénából veszik, ami általában érzéstelenítést igényel. A levett vér maximális mennyisége nem haladhatja meg a 11 ml/kg-ot. A vért a cefalis vénán keresztül juttatják a befogadó állatba, nagyon kicsi macskák vagy nehezen hozzáférhető állapotok esetén a combcsont csontvelőjébe is átvihető.

## Fordítás
- Ez a szócikk részben vagy egészben  a   Bluttransfusion című német Wikipédia-szócikk ezen változatának fordításán alapul.  Az eredeti cikk szerkesztőit annak laptörténete sorolja fel. Ez a jelzés csupán a megfogalmazás eredetét és a szerzői jogokat jelzi, nem szolgál a cikkben szereplő információk forrásmegjelöléseként.